# Ave Maria (film 1936 Riemann)
Ave Maria è un film del 1936 diretto da Johannes Riemann. Ha come protagonisti il tenore d'opera italiano Beniamino Gigli e l'attrice tedesca Käthe von Nagy.
Fu presentato alla 4ª Mostra internazionale d'arte cinematografica di Venezia, dove venne premiato con una medaglia di segnalazione speciale.

## Trama
Tino Dossi (Beniamino Gigli), un ricco, famoso e anziano cantante lirico, è in lutto per la terribile perdita della moglie, una devota donna francese. Ogni anno, si reca a Parigi per visitare la sua tomba, ma quest'anno è costretto ad andare a un concerto organizzato dal suo manager. Mentre si gode il concerto, il suo manager visita un losco night club e, ubriaco, racconta a un'intrattenitrice di cabaret, e al suo amante, che il cantante è molto infelice e anche ricco.
L'intrigante ragazza del night club conosciuta come Chansonnière Claudette (Käthe von Nagy) incontra il cantante e lo accompagna a Napoli, fingendo di essere sconvolta per la scomparsa della moglie. Il cantante e la ragazza si fidanzano in seguito, ma lui scopre le sue bugie e lei, ora sinceramente innamorata di lui, se ne va in macchina, ma rimane gravemente ferita in un incidente stradale. Il cantante, ora consapevole del suo pentimento e del suo vero affetto per lui, la prende come sua sposa.